# Конево (Вармінсько-Мазурське воєводство)
Конево (пол. Koniewo, нім. Konnegen) — село в Польщі, у гміні Лідзбарк-Вармінський Лідзбарського повіту Вармінсько-Мазурського воєводства.
Населення — 194 особи (2011).
У 1975-1998 роках село належало до Ольштинського воєводства.

## Демографія
Демографічна структура станом на 31 березня 2011 року:
|          | Загалом | Допрацездатний вік | Працездатний вік | Постпрацездатний вік |
| -------- | ------- | ------------------ | ---------------- | -------------------- |
| Чоловіки | 99      | 24                 | 59               | 16                   |
| Жінки    | 95      | 12                 | 64               | 19                   |
| Разом    | 194     | 36                 | 123              | 35                   |